# Gilda de Melo e Sousa
Gilda de Melo e Sousa (São Paulo, 1919-ibíd. 25 de diciembre de 2005) fue una filósofa, crítica literaria, ensayista, y profesora universitaria brasileña.
Pasó la infancia en la hacienda de sus padres, en Araraquara, una ciudad del interior paulista, mas retorna a São Paulo en 1930, para realizar estudios universitarios. Así ingresó en la "Facultad de Filosofía, Ciencias y Letras", de la Universidad de São Paulo en 1937, graduándose en Filosofía en 1940.
Colaboró en la producción de la revista Clima, juntamente com su futuro esposo Antonio Candido. Recibió el título de Doctora en Ciencias Sociales con la defensa de la tesis titulada A moda no século XIX, publicada en 1952. En 1954 pasó a ser encargada de la disciplina científica de Estética en el Departamento de Filosofía de la USP, departamento que sería dirigido por Gilda entre los años de 1969 a 1972. Se retiró en 1973, pasando a ser Profesora Emérita de la "Facultad de Filosofía, Letras y Ciencias Humanas" de la USP en 1999.
Estudió especialmente la obra de Mário de Andrade.

## Vida privada
Con Antônio Cândido, tuvo tres hijas: Ana Luísa Escorel, Laura de Mello e Souza, Marina de Mello e Souza. Gilda falleció el 25 de diciembre de 2005, a los 86 años.